# Wapen van Nijeveen-Kolderveen

Het wapen van het waterschap Nijeveen-Kolderveen

Het wapen van Nijveen-Kolderveen werd op 13 juli 1959 per Koninklijk besluit aan het waterschap Nijeveen-Kolderveen verleend. In 1996 ging het waterschap met de andere waterschappen Vollenhove en Vledder en Wapserveense Aa op in Wold en Wieden. Hiermee verviel het wapen.

## Blazoenering
De blazoenerin luidt als volgt:
In sinopel een dwarsbalk, geschakeerd van zilver en sabel, in drie rijen elk van negen vakken; over alles heen een afgerukte hanekop van zilver, met kam, bek, tong en lellen van keel; in de rechterbovenhoek vergezeld van een penning van zilver, beladen met een klaverblad van sabel. Het schild gedekt met een gouden kroon van drie bladeren en twee paarlen.
De heraldische kleuren zijn goud (geel), keel (rood), sabel (zwart) en zilver. Het schild is gedekt met een gravenkroon.

## Geschiedenis
Rond Meppel was het natste plekje van Drenthe. Hier ontstonden ongeveer de eerste waterschappen van de provincie, zo ook Nijeveen-Kolderveen, deze ontstond op 7 november 1862 als de verenigde polders Nijeveen-Kolderveen, de naam werd later omgezet in waterschap Nijeveen-Kolderveen.

## Symboliek
De haan symboliseert het lange waken van het waterschap op een mogelijke overstroming. De 27 witte en zwarte vlakjes staan voor de 27 erven van Nijeveen. Het klavertje drie is afkomstig uit het wapen van Meppel, waar een klein gedeelte van het waterschap in lag. De penning geeft thans aan dat de kerk van Meppel ondergeschikt en schatplichtig was aan de kerk van Kolderveen. Ten slotte heeft men het schild groen gekleurd om de zovele weidegrond in het waterschap.

## Vergelijkbare wapens

Het wapen van Meppel tussen 1955 en 1998
Het wapen van Nijeveen
Het wapen van Wold en Wieden
Het wapen van Vledder en Wapserveense Aa

Drentse Aa ·
Amsterdamscheveld ·
Bargerbeek ·
Eemszijlvest ·
Emmer-Erfscheidenveen ·
Hesselte ·
Hunze en Aa ·
Loo- en Drostendiep ·
Meppelerdiep ·
Middenveld ·
De Monden ·
Nijeveen-Kolderveen ·
Noordenveld ·
Oostermoerse Vaart ·
De Oude Vaart ·
Reest en Wieden ·
Riegmeer ·
De Runde ·
Smilde ·
't Suydevelt ·
De Veenmarken ·
De Vledder en Wapserveense Aa ·
Weerdinge ·
De Wold Aa ·
Wold en Wieden ·
Zuiveringsschap Drenthe